# Istituto dell'Enciclopedia Italiana
L’Istituto dell'Enciclopedia Italiana est une maison d'édition italienne, fondée en 1925 et surtout connue pour avoir édité l’Encyclopédie italienne de sciences, lettres et arts, plus connue comme Encyclopédie Treccani.